# Japán mitológia
A japán mitológia magába foglalja a sintó és a buddhista tradíciókat, valamint a mezőgazdaságon alapuló népi vallást. A japán panteonok megszámlálhatatlan kamit (istenséget, szellemet) foglalnak magukba. Ez a cikk csak az ázsiai mitológiában jelen lévő tipikus elemeket mutatja be, például a kozmogóniát, a fontos istenségeket és az ezekhez kapcsolódó legismertebb japán történeteket.
A japán mítoszok, ahogy ma a köznyelvben ismertek, a Kodzsikin, a Nihonsokin és néhány kiegészítő könyvön alapulnak. A Kodzsiki, avagy a „Régi idők feljegyzései”, japán legrégebbi mítoszait, legendáit és történelmét tartalmazza. A Sintósú buddhista nézőpontból írja le a japán istenségek születését, miközben a Hocuma Cutae a mitológia egy lényegesen eltérő verzióját rögzíti.
A japán mitológia egyik jellegzetessége, a japán császári család (皇室 kósicu) származásának magyarázata, melyet a történelem folyamán arra használtak fel, hogy a császári vonal isteni eredetét bizonyítsák. A japán császár rangjának, a tennónak (天皇) a jelentése „az ég ura”.

## Teremtéstörténet
Fő cikk: Japán teremtéstörténet
A japán teremtéstörténetben az első istenségeket, amelyek a világegyetem létrejöttével párhuzamosan jelentek meg, Kotoamacukaminak nevezzük.
Később, a menny és a föld megalakulását követően megjelent a kamik hét generációja is, amelyeket Kamijonanajoként (Az istenek korának hét generációja) ismertek.
Az első két nemzedék az egyedüli istenségek nemzedéke, akiket hitorigamiknak neveztek el, míg az utánuk következő öt nemzedék, már férfi és nő párokból álló kamik: fiú és lány testvérek, akik egyben házastársak is. Ebben a krónikában a Kamijonanajo összesen tizenkét istenséget foglal magába.
Ezzel szemben, a Nihonsoki szerint, hogy a Kamijonanajo volt az első csoport, amelyik a világegyetem létrejötte után megjelent, a Kodzsikiben leírtakkal ellentétben. A Nihonsoki azt is magában foglalja, hogy az istenek első három generációja hitorigami (egyedülálló istenség) és az istenségek későbbi generációja áll a másik nemmel párban, míg a Kodzsikiban az isteneknek csak az első két generációja hitorigami.

## Kuniumi és Kamiumi
Fő cikkek: Kuniumi és Kamiumi
Japán teremtésmítosza az istenek születésére (Kamiumi) és a föld megszületésére (Kuniumi) osztható.
A Kamijonanajo hetedik és egyben az utolsó generációja volt Izanagi no Mikoto és Izanami no Mikoto,   akik a japán szigetek kialakulásáért és más istenek teremtéséért voltak felelősek.
Hogy segítsenek nekik ezt elérni, Izanagi és Izanami egy Ame-no-nuhoko (Mennyei égkövekkel díszített dárda) nevű, drágakövekkel díszített naginatát kaptak. Ezután a két isten elment a menny és föld közötti hídhoz az Ame-no-uki-hasihoz (a menny lebegő hídja) és megkavarták a vizet a dárdával. A sós vízcseppek megformálták a szigetet (Onogoro, vagyis önformálás). Az istenek ezután leszálltak a mennyek hidjáról és a szigeten állították fel az új otthonukat. Majd ezt követően szerelembe estek és utódokat szerettek volna, ezért létrehoztak egy oszlopot, amit Ame-no-mihasirának neveztek el, majd e köré egy Jasirodono nevű palotát építettek („a csarnok, mely négyzet alakban minden irányba nyolc kar hosszú”). Majd miután elkészült Izanagi és Izamani megkerülte az oszlopot az ellentétes irányból, és amikor a másik oldalon találkoztak, Izanami, a női isten, köszönt először. Izanagi ezt nem gondolta helyénvalónak, de végül mégis párosodtak. Két gyermekük született, Hiruko (pióca gyermek) és Avasima (halovány sziget), de a gyerekek deformáltak voltak és az eredeti alakjukban nem számítottak istennek. (Hiruko később viszont Ebisu néven vált japán istenné.)
A szülők, akiket megrémített a szerencsétlenségük, egy csónakba rakták a gyerekeket és tengeren útnak engedték őket, majd más istenektől kértek válaszokat, azzal kapcsolatban, hogy mégis mit rontottak el. Az istenek megállapították, hogy Izanami nem megfelelő viselkedése volt a baj, ugyanis egy nőnek sosem szabad hamarabb megszólalnia, mint a férfinak, először a férfi istennek kell köszönnie a ceremónia alatt. Ezeknek az információnak a tudatában Izanagi és Izanami újra megkerülte az oszlopot és ez alkalommal, mikor újra találkoztak Izanagi szólalt meg először, így ez alkalommal sikeres volt az egyesülésük.
Az egyesülésükből született meg az Ójasima vagy más néven a nyolc nagy japán sziget:
- Avadzsi
- Ijo (későbbi Sikoku)
- Oki
- Cukusi (későbbi Kjúsú)
- Iki
- Cusima
- Sado
- Jamato (későbbi Honsú)

(Hokkaidó, Csisima és Okinava az ókorban még nem volt japán része.)
Izanami belehalt a súlyos égési sérülésekbe, amelyeket akkor szerzett, amikor életet adott Kagucucsinak (a tűz megtestesülése), más néven Homoszubinak (a tűz okozója). Halála után a régi Izumo és Hoki tartomány határán található Hiba hegyen temették el; ma ez a hely a Simane prefektúrában található Jaszugi nevű településnél. Izanami halála után Iganagi dühében megölte Kagucucsit. Kagucucsi halálála szintén több tucat istenséget hozott létre.

## Izanagi az alvilágban
Izanagi Izanami halála miatt érzett bánatában egy utazást tett Yomiba. („a halottak árnyékos földje”).  Izanagi a végtelen sötétségen kívül kevés különbséget talált Yomi és a fenti világ között. Ez a fullasztó sötétség azonban elegendő volt ahhoz, hogy borzasztóan vágyjon a fényre és az életre, ezért minél gyorsabban Izanami keresésére indult és végül meg is találta őt. Először nem látta őt, mivel Izanami elrejtőzött az árnyékban. De miután sikeresen megtalálta őt megkérte, hogy jöjjön vissza vele. Erre Izanami válasza az volt, hogy Izanagi már elkésett, hisz ő már evett az alvilág ételéből és most már a halottak földjéhez tartozik.
Izanagit lesokkolta amit hallott, de visszautasította azt, hogy teljesítse Izanami kívánságát és hátrahagyja őt Yomi sötétségében. Izanami beleegyezett abba, hogy visszatér a földre, de először pihenni szeretett volna egy kicsit és megkérte Izanagit, hogy ne jöjjön be a szobájába. Izanami hosszú várakozás után sem jött elő a szobájából, így Izanagi aggódni kezdett. Míg Izanami aludt, Izanagi fogta a fésűt, mely felkötve tartotta a hosszú haját, meggyújtotta, hogy fáklyaként használja. A hirtelen fénysugárban meglátta egykor gyönyörű és kecses kedvese rothadó testét, amelyet kukacok és visszataszító lények leptek el.
Hangosan kiáltva Izanagi többé nem tudta elnyomni félelmét és elkezdett visszafutni az életbe, hátrahagyva halott feleségét. De Izanami felsikoltott és felháborodva üldözőbe vette férjét. Izanami felszólította a sikomét, vagyis az alvilági tisztátalan nőt, hogy fogja el és hozza vissza rémült férjét.
Izanagi gyorsan észbe kapott és hozzá vágta a fejdíszét, amely egy csokor fekete szőlővé változott. A sikome felbukott a szőlőben, de csakhamar újra üldözőbe vette a férfit. Következőnek Izanagi a fésűjét vágta hozzá, amely egy halom bambuszrüggyé változott. Először Yomi teremtményei kezdték el feladni az üldözést, de Izanagi nem bízta a véletlenre a dolgot, levizelt egy fát, ezzel egy hatalmas folyót hozva létre, amely még jobban megnövelte a távolságot közte és a lények között. Sajnos azonban a sikome még mindig üldözte, mire Izanagi barackokat kezdett el dobálni felé. Tudta, hogy ez sokáig nem fogja őket visszatartani, de már majdnem szabad volt, Yomi határa már egy karnyújtásnyira volt tőle.
Izanagi áttörte a bejáratot és sietve egy szikladarabot helyezett Yomi bejárata elé. Izanami őrjöngött a bejárat másik oldalán és azt mondogatta Izanaginak, hogy ha elhagyja őt, akkor minden nap ezer embert fog elpusztítani. Mire Izanagi csupán annyit válaszolt, hogy akkor naponta ezerötszáz életet fog létrehozni.
És így jött létre a Halál, a büszke Izanagi, és a hátrahagyott felesége, Izanami által.

## Nap, Hold és viharok
Ahogy az várható volt, Izanagi Yomiból való visszatértét követően elment, hogy megtisztítsa magát. Ahogy vetkőzött és eltávolította testének díszeit, minden leejtett darab egy-egy istenséggé változott. Még aközben is istenségek jöttek létre, ahogy bement a vízbe, hogy lemossa magát. A legfontosabb istenségek akkor formálódtak, amikor az arcát mosta. Ezek a következők:
- Amateraszu (a Nap megtestesülése): aki a bal szeméből született,
- Cukujomi (a Hold megtestesülése): aki a jobb szeméből született,
- Szuszanoo (a viharok megtestesülése): aki az orrából született.

Születésük után Izanagi felosztotta közöttük a világot; Amateraszu örökölte az eget, Cukujomi irányítása alatt volt az éjszaka és a hold, míg Szuszanoo birtokolta a tengereket.

## Amateraszu és Szuszanoo
Lásd még: Napisten
Amateraszu, Japán erőteljes napistene a japán mitológia legismertebb istene. Továbbá a közte és az irányíthatatlan testvére, Szuszanoo, közötti viszály is ugyanolyan ismert és sok történetírót megihletett. Az egyik történet Szuszanoo goromba viselkedéséről szól Izanagi felé, aki megunva Szuszanoo folyamatos panaszkodását, száműzi őt Yomiba. Szuszanoo kelletlenül beleegyezik, ám előtte még be szeretne fejezni egy lezáratlan ügyet. Így hát elmegy Takamagaharába („mennyország”), hogy elbúcsúzzon testvérétől, Amateraszutól. Amateraszu tudja, hogy kiszámíthatatlan testvére nem jó szándékkal jön, így felkészül egy esetleges háborúra. „Mi célból jöttél ide?” – kérdezte Amateraszu. „Hogy elköszönjek.” – válaszolta Szuszanoo.
De Amateraszu nem hitt neki és megkérte, hogy bizonyítsa, hogy jó szándékkal jött és egyből elő is állt egy kihívással. A feladat abban állt, hogy ki tud több nemes és isteni gyermeket létrehozni. Amateraszu három nőt hozott létre Szuszanoo kardjából, míg Szuszanoo öt férft Amateraszu nyakláncából. Amateraszu elismerte, az öt férfit Szuszanoonak.
Végül mindkét isten győztesnek kiáltotta ki magát. Amateraszu azonban ragaszkodott követeléseihez, amely arra késztette Szuszanoot, hogy hadjáratot indítson testvére ellen, amelynek tetőpontján Szuszanoo egy félig megnyúzott pónit (Amateraszu egyik szent állata) hajított Amaterasz szövőcsarnokába, ezzel kiontva egyik szolgája életét. Amateraszu erre rettentően megharagudott és az Ivajado nevű barlangba rejtőzött. Ahogy a napisten eltűnt a barlangban, a világ sötétségbe borult.
Az összes isten és istennő megpróbálta előcsalogatni Amateraszut a barlangból, ám mindhiába, Amateraszu mindenkit figyelmen kívül hagyott. Végül, a vidámság istenének, Ame-no-Uzume egy tervet eszelt ki. Egy nagy bronztükröt helyezett az Amateraszu barlangja előtt lévő fára, beborította magát virágokkal és levelekkel, felfordított egy mosdóteknőt, majd elkezdett táncolni és a lábával dobolni rajta. A tánc végére Ame-no-Uzume lerázta magáról az összes levelet és virágot, és meztelenül táncolt tovább. Az összes férfi isten hangos nevetésbe kezdett ennek láttán, és Amateraszu is kíváncsi lett. Amikor kikukkantott a barlangból egy „hajnal”-nak nevezett fénysugár kiszabadult és Amateraszut elkápráztatta a gyönyörű istennő, akit látott, miközben igazából saját tükörképével nézett szembe. Ekkor hirtelen egy Ameno-Tadzsikaravo nevű isten kirántotta őt a barlangból, majd lezárták azt egy simenavával. Az őt körülvevő örömnek és mulatozásnak hála Amateraszu depressziója elmúlt és beleegyezett, hogy visszatér a fénnyel együtt. Ame-no-Uzume ettől kezdve a hajnal és a vidámság istene is lett egyben.

## Szuszanoo és Orocsi
Szuszanoot ezek után száműzték a mennyből, így Izumo prefektúrába menekült (ez ma Simane prefektúra része). Nem sokkal ezután találkozott egy idős férfival és nővel, akik a lányuk mellett sírtak. Az öreg pár elmagyarázta, hogy eredetileg nyolc lányuk volt, akiket egytől egyig felfalt egy sárkány, név szerint Jamata-no-Orocsi („nyolc farkú kígyó”, akiről azt állítják, hogy Kosiból származik. Kosi ma Hokuriku régióban található.). A rettenetes sárkánynak nyolc feje és nyolc farka volt, amelyek nyolc hegy felé nyújtóztak, és a szeme olyan vörös volt, mint egy jó minőségű bor. Kusinada hercegnő („hántolatlan rizs hercegnője”) volt az utolsó a nyolc lányukból.
Szuszanoo ismerte az öreg pár kapcsolatát Amateraszuval, így felajánlotta a segítségét, azért cserébe, ha hozzá adják a lányukat. Miután a szülők beleegyeztek, Szuszanoo fésűvé változtatta Kusinadát és gondosan elrejtette a hajában. Továbbá egy védő kerítést is építtetett a ház köré. A kerítésnek nyolc kapuja, minden kapunál nyolc asztal, minden asztalon nyolc hordó volt. Minden hordó nyolcszor kifőzött rizsborral volt megtöltve.
Végül Orocsi meg is érkezett, ám rájött, hogy nem tud továbbjutni. Miután befejezte az erejével való kérkedést, rájött, hogy nem juthat át az akadályon. Az éles szaglásának hála kiszagolta a szakét — melyet igencsak kedvelt — és így a nyolc fej nagy problémával nézett szembe. Meg akarták inni a szakét, de a kerítésen nem tudtak átjutni. Az egyik fej azt javasolta, hogy egyszerűen csak törjék szét az akadályt, viszont ha ezt megteszik, akkor a szaké is kiborul. Egy másik fej azt javasolta, hogy mi lenne, ha egyesítenék tüzes leheletüket és porig égetnék az akadályt, de ezt is elvetették végül, mivel akkor a szaké is elpárologna. Így hát másik bejárat után kezdtek el kutatni. Találtak is egy nyílást, és hogy elérjék a szakét be akarták dugni rajta a fejüket, azonban a nyolcadik, a legokosabb fej, gyorsan figyelmeztette a többit könnyelműségükre, és önként vállalkozott, hogy előremegy megbizonyosodni róla biztonságos-e. Eközben Szuszanoo várt a megfelelő alkalomra. Megengedte az első fejnek, hogy igyon egy keveset a szakéból, és jelentse a többieknek, nincs veszély. A többi fej be is ment és most már együtt ittak mind a nyolcan.
Miután megitták az összes szakét, Szuszanoo megtámadta Orocsit. Az ittas óriás sárkánynak esélye sem volt a fürge Szuszanoo ellen, aki lefejezte és elpusztította Orocsit. Azt állították, hogy a legyőzött sárkány vére vörösre színezte az egyik közeli folyót. Miközben Szuszanoo darabjaira vágta a sárkányt, egyik farkában egy kardot talált, amelyet saját kardja (Tocuka-no-curugi) nem tudott elvágni. A talált kardot később Amateraszunak ajándékozták és az Ama-no-Murakumo-no-Curugi (天叢雲剣, „A menny összegyűlt felhőinek a kardja”) nevet kapta, később pedig átkeresztelték Kuszanagira („Fűvágó”).  Ez a kard sok más történetben is kiemelkedő szerepet kapott.

## Ókuninusi herceg
A legtöbben a becenevén, Ókuninusiként ismerik. Ónamudzsi Szuszanoo leszármazottja, és Izumo térség hatalmi struktúrájáért volt felelős. Ókuninusi emberei egy bizonyos mértékig sikerrel egyesítettek területeket, de később lemondtak ezekről a területekről a Jamato klán javára, ahogy az később a Tenszon kórin című fejezetben olvasható.

### Ókuninusi segítségnyújtása a fehér vadnyúlnak
Fő cikk: Ibana vadnyula
Van egy történet arról, hogy a kegyes Ókuninusi hogyan segített a maradandó szerencse legyőzött nyulának vagy vadnyulának. Ezt a történetet sokszor mesélik egyfajta Mukasibanasiként vagy egy „Hol volt, hol nem volt…” történetként. Megtalálható a Kodzsikiben, de nem szerepel a „Nihongiben”.
Ókuninusi (abban az időben még csak Ónamudzsiként volt ismert, akkor még nem kapta meg magasztos becenevét) testvéreivel és még nyolcvan istennel együtt azon versengtek, hogy ki nyeri el Jakami/Jagami (八上比売), Ibana hercegnőjének a kegyeit, kinek lesz a felesége. Hazájukból, Izumoból indultak útnak a szomszédos tartományba, mikor is útközben belebotlottak egy krokodil halak (sokszor cápaként van fordítva) által megnyúzott és haldokló nyúlba a tengerparton. Rosszindulatból azt tanácsolták a nyúlnak, hogy fürödjön meg a sós tengerben és szárítsa meg magát a szélben. A nyúl azonban még jobban szenvedett ettől. Ónamudzsinek, aki lemaradt a többiektől, megsajnálta a teremtményt és azt tanácsolta neki, hogy mossa le magát friss vízben, majd hemperegjen bele a gyékény szétszórt gyapjában. A meggyógyított nyúl előre jelezte Ónamudzsinak, hogy ő lesz az, aki elnyeri Jakami hercegnő kezét, hiába ő cipeli a csomagokat. (Nyilvánvalóan a bátyja csomagszállítóként bánt vele.)

### Szuszeri hercegnő
Ahogy a vadnyúl megjósolta, Jakami hercegnő bejelentette a nyolcvan isten előtt, hogy Ónamudzsit választja férjéül, mire az istenek összeesküvést szőttek és kétszer is megölték Ónamudzsit. Az anyja mindkét alkalommal megkérte Kamimuszubit, az egyik teremtő istent, hogy támassza fel fiát, aki meg is tette, majd végül megkérte a fiút, hogy menjen és keresse fel Szuszanoot, akit az alvilágba (Ne-no-kuni) száműztek, és kérje ki bölcs tanácsát.
Itt Ónamudzsi találkozott Szuszanoo lányával, Szuszeri-himével és azonnal egybekeltek. A ravasz Szuszanoo többször is próbára tette Ónamudzsit, de a végén elismerte a fiatal fiút és megjövendölte Ónamudzsi győzelmét testvérei felett.
Habár a Jamato tradíciók a japán szigeteket létrejöttét Izanaginak és Izanaminak tulajdonítják, addig az Izumo tradíciók szerint Ónamudzsi egy Szukunabiko nevű törpe istennel együtt hozzájárult, vagy legalábbis befejezte a japán szigetek létrehozását.

## Ninigi leereszkedése a Középső világba
Fő cikk: Tenszon kórin
A Nihongiban itt kezdődik „Az istenek kora: második rész” (kamijo ge-kan (神代下巻)).
A Tenszon kórin (天孫降臨, „A mennyei unoka leereszkedése”) című rész kezdete arról szól, hogy a Mennyei síkságon (Takama-ga-hara) lakó mennyei istenek (Ama-cu-kami), miként szemlélték az alattuk elterülő földet (Asihara-no-Nakacukuniként (葦原中国 „A Középső világ nádas síksága”) is ismert, ami csak Japánt képviseli, nem az egész világot), és hogy fajtájuk valamennyi tagját elküldték oda, hogy leigázzák azt. Amateraszu a saját unokáját szerette volna megtenni a szárazföld uralkodójává, azonban a szárazföld istenei (kuni-cu-kami) közül nem mindenki volt hajlandó átengedni azt, és néhány szárazföldi isten még mindig ott ólálkodott, ezzel veszélyessé téve a területet.
Néhány isten, akiket a Középső világ elnyomására jelöltek ki vagy önként otthagyták a pozíciójukat vagy csatlakoztak a földi istenségekhez. Sok kezdeti kudarc után, két isten végre sikereket ért el. Ők voltak Ame-no-ohabari (vagyis Icu-no-ohabari, a kardok istene) és Takemikazucsi. Hajóra szálltak az Ame-no-torifune-re (vagy más néven az „Istenek mennyei madár hajója”) és elindultak a katonai hadjáratukra. Ez a két kardcsörtető isten képes volt elijeszteni Ókuninushi két fiát, ezzel arra késztetve Ókunishit, hogy lemondjon a területről, és átadja azt a Mennyei unokának.
Amateraszu most már végre képes volt elrendelni a Tenszon kórint (天孫降臨 „A mennyei unoka leereszkedése”), az amorira és az amakudarira (天降り „alászállás a mennyből”) hivatkozva, és az unokáját a középső, szárazföldi világ uralkodójává tenni.
Neki adta a Három Szent Kincset (japán császári koronázási jelvények):
- a Jaszakani-no-magatama nyaklánc (jelenleg Tokióban, a Császári palotában található)
- a Jata-no-kagami tükör (jelenleg az Iszei nagyszentélyben található)
- a Kuszanagi kard (jelenleg Nagojában, az Acuta nagyszentélyben található)

A tükröt Amateraszuként kellett tisztelni, mivel az ő megnyilvánulásának tartották. Számos istenséget késztettek arra abban az időben, hogy ereszkedjen alá.
Ninigi és a kísérete együtt ereszkedett le a földre és ment el Himukába (Hjúga tartomány, ma Mijazaki prefektúra), ahol megalapította a palotáját.

## Ninigi esküvője
Ninigi találkozott Konohanaszakuja hercegnővel (a virág szimbóluma), Jamatsumi (a hegyek mestere) lányával, majd egymásba szerettek. Ninigi megkérte Jamacumitól a lánya kezét. Az apa nagyon megörült a kérésnek és felajánlotta másik lánya, Ivanaga (sziklák szimbóluma) kezét is. Azonban Ninigi csak Sakujával házasodott össze, Ivanagát visszautasította.
„Ivanaga örökkévalósággal, míg Sakuja jóléttel van megáldva, azonban, mivel visszautasítottad Ivanagát, mostantól kezdve az életed rövid lesz.” – mondta Jamacumi sajnálatában. Következésképpen, Ninigi és utódai halandóvá váltak.
Sakuja egy éjjel teherbe esett, ám Ninigi kételkedett benne. Hogy bebizonyítsa, hogy a férjéé a gyermek, Sakuja megesküdött a szerencséjére, majd tett egy próbát: tüzet gyújtott a szobájában, mikor világra hozta a három gyermekét. Ninigi ezzel elismerte a tisztaságát. A gyermekek neve Hoderi, Hoszuszeri és Hovori lett.

## A tenger szerencséje és a hegyek szerencséje
Fő cikkek: Hoderi és Hoodi
Ninigi idősebbik fia, Hoderi (más néven Tűz szentély), a tengertől nagylelkű ajándékot kapott és megélhetését a halászatból szerezte (beceneve Umiszacsihiko volt, vagyis „A tenger szerencséje”). A fiatalabb fiú, Hovori (más néven Fakó tűz), a hegyektől kapott nagylelkű ajándékot, ő pedig a vadászatból élt meg (beceneve Jamaszacsihiko volt, vagyis „A hegyek szerencséje”).
Egy nap, Hovori megkérte bátyját, Hoderit, hogy egy napra cseréljenek szerszámokat és helyet. Ki akarta próbálni a halászatot. Azonban egy halat se fogott, sőt mi több, a kölcsön kapott horgot is elveszítette. Hogy jóvá tegye mindezt, összetörte a saját kardját, hogy száz, majd ezer horgot készítsen belőle, azonban a bátyja nem akart mást, csak az eredeti horgot.
Hovori bánatosan, sírdogálva ült a tengerparton, mikor Siocucsi-no-odzsi („A dagály medre”) jött a segítségére (az egyik olyan isten, akit ma a Siogama szentélyben kegyelettel gondoznak). Az árapály istene épített neki egy kis hajót, melyet manasikacumának (无間勝間, 間なし勝間 „rés nélküli kosár”) neveztek el és elküldte rajta Vatacumi (tenger isten, gyakran sárkány istenként képzelik el) halpikkelyes palotájába. Itt Hovori találkozott Tojotama hercegnővel és egybekeltek. Három év múlva eszébe jutott a bátyja, valamint a horgászhorog, és emiatt hazavágyott.
Vatacumi összegyűjtötte a hal csatlósait és hamar megtalálták a horgot egy keszeg (tai) torkában, majd visszaadták azt Hovorinak. A tenger isten a horog mellett két mágikus golyót is átadott neki: a Sihomicutamát (塩盈珠 „Dagályt szító golyó”), mely áradatot tudott okozni, és a Sihohirutamát (塩乾珠 „Dagály csillapító golyó”), mely vissza tudta fogni és a felszárítani a vizet. Valamint további tanácsokkal is ellátta, hogy miként jusson előnyhöz pörlekedő bátyjával szemben. Így egy egy öl hosszú krokodil hal vagy cápa (hitohiro-vani (一尋鰐)) hátán visszatértek a szárazföldre.
A várandós Tojotama hercegnő épített magának egy kárókatona tollával fedett szülőházat, és könyörgött a férjének, hogy egy ideig hagyja magára, mivel míg megszüli a gyermekeket vissza fog térni az eredeti alakjába. De Hovoriban túlcsordult a kíváncsiság és belesett a hercegnőhöz, ahol is meglátta, hogy a hercegnő egy csúszós nyolc öl hosszú krokodil hallá (cápává, sárkánnyá) változott, ezért ijedtében elfutott. Szégyenében és felháborodásában, amiért a férje megszegte az ígéretet, Tojotama magára hagyta az újszülött gyermeket és visszatért a tengerbe. Az újszülött herceget Ugajának nevezték el, nevének jelentése „kárókatona ház”.
Ugaya feleségül vette a nagynénjét, a tenger hercegnőjét, Tamajorit, akitől öt gyermeke is született. Közülük az egyik Jamatobiko, aki a későbbi Dzsinmu japán császár lesz. A Nihongiban az „Istenek kora” (kamijo (神代)) rész itt véget ér, és utána az összes császár uralkodói címeit tartalmazó rész következik.

## A császárok mitikus legendái

### Japán első császára: Dzsinmu császár
Japán első legendás császára, Dzsinmu császár, aki ezen a néven vált híressé, azonban a feljegyzésekben Ivarebiko (神倭伊波礼琵古命/神日本磐余彦尊 Kamu-jamato Ivare-biko-no-mikoto) címen hivatkoznak rá. Ugaja és a tenger hercegnőjének, Tamajorinak a fia, Ninigi leszármazottja. Keresztneve Hiko-hohodemi volt.
Az ő felemelkedése jelzi az „Átmenet az istenek korától az emberek koráig” című részt.
A nap istennőtől, Amateraszutól, Ninigin át tartó származásával, Dzsinmu császár hadjáratot indított Jamato ellen.
Miután elfoglalta Jamato tartományt, megalapította a császári intézményt és trónra lépett a kanototori évében (hagyományosan időszámításunk előtt 660-ra teszik). Származását az alábbiakban foglaljuk össze:
- Izanagi: önmagában született.
- Amateraszu: Izanagi bal szeméből született.
- Osihomimi: Amateraszu ékszeréből született.
- Ninigi: Osihomimi és Akizusi fia.
- Hovori: Ninigi és Szakuja fia.
- Ugaja: Hovori és Tojotama fia.
- Ivarebiko: Ugaja és Tamajori fia.

### Dzsinmu keleti hódítása
További részletek: Dzsinmu keleti hódítása
Ninigi leszármazottai, Dzsinmut is beleértve, Hjúga tartomány (ma Takacsiho, Mijazaki prefektúra) Himuka Mítikus Útjára eredeztethetők vissza.
Dzsinmu halála után, az egyik idősebb herceg, Tagasisimi (aki nem az első volt az utódok sorában), míg mindenki gyászolt lépéseket tett afelé, hogy megszilárdítsa hatalmát és eltervezte, hogy megöli két fiatalabb féltestvérét. A terv nem sikerült és a fiatalabb hercegnek, Szuizeinek, volt elég bátorsága ahhoz, hogy felhúzza az íjat és halálosan megsebesítse Tagasisimit, aki ezek után átengedte a koronát, így a fiatal herceg lett a következő császár.

### A nyolc nem lejegyzett császár
További részletek: A nyolc nem lejegyzett császár
A Dzsinmut követő nyolc császár tetteiről nagyon kevés feljegyzés született, így róluk együttesen a Nihonsoki harmadik könyve ír.
Ami Szuizei császárt illeti, az előbb említett könyvben le van írva, hogyan fojtotta el bátyja felkelését. A többi legendás uralkodóról pedig a származásukon kívül nem sokkal többet írnak.
A tizedik Szudzsin császárról a Nihonsokiban írnak.

### Emberáldozat és haniva
A Nihonsokiban az áll, hogy amikor Szudzsin nagybátyja meghalt (Kr.e. 2), az összes közeli szolgálóját eltemették a kofun sírdomb körül és ezeknek a szolgálóknak a siránkozása még napokig hallható volt. (Megjegyzés: a dzsunsi szó (殉死) magába foglalja az ilyen szolgálókra kényszerített haláleseteket is. Az ehhez hasonló erőltetett áldozati eltemetésre a kínai Sang dinasztiából is találtak bizonyítékokat.) Állítólag ekkor a császár úgy döntött, hogy ezt a kegyetlen szokást el kell törölni; és négy év elteltével átvette a Nomi-no-szukunéból az agyagból készült haniva babák ötletét, amelyeket élő emberek helyett temettek el a halott mellé.

### A japán édességek istene
Fő cikk: Tadzsimamori
A Kodzsiki azt állítja, hogy a tizenegyedik Szuinin császár uralkodása alatt, egy Tadzsimamori nevű embert elküldtek Tokojo-no-kunibe (常世の国 „Végtelen föld”), hogy keresse meg a tokidzsiku-no-kaku-no-konomit (時じくの香の木の実, 登岐士玖能迦玖能木実 „az örökké illatozó fa gyümölcse”). Tadzsimamori nyolc szőlőfajtát és nyolc lándzsafa fajtát gyűjtött össze. De mire hazaért, a császár már halott volt. A Kodzsiki a gyümölcsöt a tacsibana gyümölcsként azonosítja, ez egy kis méretű savanyú citrus fajta.
Tadzsimamorit később a vagasi istenének kiáltották ki (japán édesség) és a Nakasima szentélyben (Hjógo prefektúra, Tojooka város) tisztelik, ez egy kevéssé ismert trivialitás az átlag japán számára.
A Nihonsoki Tadzsimamori utazását Suinin kilencvenedik évére teszi (Kr.u. 61) és Amenohiboko dédunokájaként állítja be, aki egy koreai herceg, aki két évvel korábban jött japánba. Ez a Kodzsiki szerint azonban korszerűtlen, mert az Amenohibokot egy sokkal későbbi időre teszi.

### Jamato Takeru
Fő cikk: Jamato Takeru
A tizenkettedik Keikó császár könyve nagy részét hercege, Jamato Takeru hőstettei teszik ki.

## Teremtmények
A Lista Japán legendás teremtményeiről oldalon nagyobb rálátást nyerhetünk az általában „mitológiai lényekként” ismert teremtményekre. A jókaiok vagy állatok, akik kapcsolatba léptek az emberekkel a japán folklórban, azok ezeken az oldalakon vannak felsorolva.
Talán sokkal hamarabb fut bele az ember olyan tárgyak vagy fegyverek listájába, amelyek a japán mitológiában megjelentek, azonban próbaképpen itt egy lista a lényekről:
(Mitológiai vonalon vett teremtmények)
- Jamata-no-Orocsi: a nyolc fejű kígyó, amelyről fentebb olvashatunk.
- Az Ókuninusi által megmentett nyúl és a vani (krokodil, modern tudósok úgy vélik, hogy ez egyfajta cápa), ami megnyúzta azt.
- Jatagaraszu: a három lábú varjú, mely az utat mutatta Dzsinmu császárnak. (Kínában azt állítják, hogy az ilyen madár a napban lakozik, és összefügg a napfoltokkal, lásd: Hold nyúl)
- Kinsi: vakítóan ragyogó arany sárkány, mely Dzsinmut segítette; akár a varjú hasonmása is lehet.
- Vatacumi: tenger isten, gyakran Rjújinnak vagy Sárkányistennek hívják.
- Jato-no-kami

(Legendás vonalon vett teremtmények)
- Mizucsi

(Sintó istenségekhez kapcsolódó teremtmények)
Az Oni folklór legenda:
- Ónamazu vagy Nagy harcsa: állítólag a föld alatt lakozik, nagy földrengéseket okozva és Takamikazucsi isten őrzi.
- Sinigami: a japán halálisten.

## Bibliográfia
Elsődleges források
- Chamberlain, Basil Hall (1919). The Kojiki, Kadokawa

- Takeda, Yukichi (武田祐吉) (1977). Shintei Kojiki (新訂 古事記). Kadokawa. ISBN 4-04-400101-4. Annotated Japanese

- Aston, William George (1896). Nihongi: Chronicles of Japan from the Earliest Times to A.D. 697. 1. London: Japan Society

- Ujiya, Tsutomu (宇治谷孟) (1988). Nihon Shoki (日本書紀). 上. Kodansha. ISBN 978-0-8021-5058-5. Modern Japanese translation

Másodlagos források
- Komukai, Shoji (小向正司), ed. (1992). 神道の本 (Shinto no Hon). Books Esoterica. 2. Gakken. (雑誌コード 66951-07; 共通雑誌コード T10-66951-07-1000)